# Stolz Automobile Company
Stolz Automobile Company war ein US-amerikanischer Hersteller von Fahrzeugen und Motoren. Eine andere Quelle nennt W. G. Stolz Automobile & Cycle Works.

## Unternehmensgeschichte
Das Unternehmen entstand 1900 als Nachfolgegesellschaft des Fahrradherstellers Stolz Cycle Company in Brooklyn im US-Bundesstaat New York. W. G. Stolz leitete es. Neben Fahrrädern stellte er nun auch Motoren und Automobile her. Der Markenname lautete Stolz. 1902 endete die Produktion. Im Sommer dieses Jahres wurden die Rechte an dem Motor an die Conger Manufacturing Company verkauft.

## Produkte
Das Unternehmen stellte weiterhin Fahrräder her. Dazu kamen Ottomotoren. Mit diesen Motoren wurden auch einige Kraftfahrzeuge ausgerüstet. Die Zahl blieb gering.